# Diadelia albovittata
Diadelia albovittata là một loài bọ cánh cứng trong họ Cerambycidae.